# فرودگاه صحرایی هووینکه
فرودگاه صحرایی هووینکَه (به انگلیسی: Hyvinkää Airfield) (به زبان بومی: Hyvinkään lentokenttä) یک فرودگاه با کد یاتا HYV است که یک باند فرود آسفالت دارد و طول باند آن ۱۲۶۰ متر است. این فرودگاه در شهر هووینکه کشور فنلاند قرار دارد و در ارتفاع ۱۳۱ متری از سطح دریا واقع شده‌است.